# Edward Loure
Edward Loure est un leader tanzanien du peuple maasaï et un militant des droits humains. 

## Biographie
Edward Loure est né dans une tribu du peuple maasaï, dans les plaines Simanjiro. Sa famille menait une vie semi-nomade, avec un élevage de bétail. En 1970, sa famille et bien d'autres habitants de cette région furent expulsés violemment par le gouvernement tanzanien,. Celui-ci a clôturé une partie des terres des villages maasaï afin de créer  le Parc national de Tarangire. Edward Loure s'engagera au sein de l' une des premières ONG tribales de Tanzanie, l’Ujamaa Community Resource Team (UCRT), dont il deviendra le dirigeant. L'un des principaux objectifs de cette ONG  est de défendre les droits fonciers des éleveurs maasaï du pays.

## Engagement social et écologiste et reconnaissance
Edward Loure a reçu le 18 avril 2016  à San Francisco le prix Goldman pour l'environnement, décerné à des personnalités, militants, activistes, intellectuels engagés dans les luttes écologistes, notamment dans les pays du Sud. Ce prix a été remis en raison de l’action de Edward Loure pour mettre en place une procédure juridique afin de préserver la terre ancestrale des Maasaï, dans la vallée du Rift. Ce mécanisme permet aux communautés autochtones - et non aux individus – d’acquérir des titres de propriété. Il s’agit des Certificats d’occupation  coutumière  (Certificates of  customary right  of  occupancy (CCROs). 200 000 acres de terres sont ainsi passés dans la gestion environnementaliste des populations autochtones. Les Maasaï, qui sont des semi-nomades, seraient près de 400 000 et vivraient actuellement dans le nord de la Tanzanie. 

## La dépossession des peuples autochtones
Edward Loure ne mène pas son combat uniquement pour sa communauté maasaï, mais pour  l'ensemble des populations indigènes de Tanzanie (par exemple  les chasseurs cueilleurs hadzabe). Car, elles sont toutes affectées par la politique gouvernementale qui, depuis les années 1950, expulse ces populations de leurs territoires ancestraux. La raison en est que les autorités misent sur la création de "parcs nationaux" qui deviennent des terrains pour la chasse sportive et le safari. Les populations ne reçoivent aucune compensation pour ces déplacements.  On notera que la politique d'expulsion est justifiée par la volonté de protéger l'environnement, argument dénoncé par les défenseurs des droits humains. 